# Balnarring Beach
Balnarring Beach är en del av en befolkad plats i Australien. Den ligger i delstaten Victoria, omkring 66 kilometer söder om delstatshuvudstaden Melbourne. Antalet invånare är 353.
Närmaste större samhälle är Mount Martha, omkring 17 kilometer nordväst om Balnarring Beach.
Genomsnittlig årsnederbörd är 1 251 millimeter. Den regnigaste månaden är maj, med i genomsnitt 154 mm nederbörd, och den torraste är januari, med 51 mm nederbörd.